# Clofibrate
Clofibrate (tên thương mại Atromid-S) là một chất làm giảm lipid được sử dụng để kiểm soát mức cholesterol cao và triacylglyceride trong máu. Nó thuộc về lớp fibrate. Nó làm tăng hoạt động lipoprotein lipase để thúc đẩy chuyển đổi VLDL thành LDL, và do đó làm giảm mức độ VLDL. Nó có thể tăng mức độ HDL là tốt.
Nó được cấp bằng sáng chế vào năm 1958 bởi Imperial Chemical Industries và được chấp thuận cho sử dụng y tế vào năm 1963. Clofibrate đã bị ngừng sử dụng vào năm 2002 do tác dụng phụ.

## Biến chứng và tranh cãi
Nó có thể gây ra SIADH, hội chứng bài tiết hormone chống bài niệu ADH (vasopressin) không thích hợp. Clofibrate cũng có thể dẫn đến sự hình thành sỏi cholesterol trong túi mật.
Thử nghiệm hợp tác của Tổ chức Y tế Thế giới về phòng ngừa bệnh tim thiếu máu cục bộ sử dụng clofibrate để giảm cholesterol huyết thanh quan sát tỷ lệ tử vong vượt mức ở nhóm được điều trị bằng clofibrate mặc dù đã giảm cholesterol thành công (47% tử vong khi điều trị bằng clofibrate và 5% sau khi điều trị bằng clofibrate) nhóm cholesterol cao không được điều trị. Những cái chết này là do nhiều nguyên nhân khác nhau ngoài bệnh tim và vẫn "không giải thích được".